# Xanthoparmelia arapilensis
Xanthoparmelia arapilensis är en lavart som först beskrevs av Elix & P. M. Armstr., och fick sitt nu gällande namn av Filson. Xanthoparmelia arapilensis ingår i släktet Xanthoparmelia och familjen Parmeliaceae.   Inga underarter finns listade i Catalogue of Life.